# 我是猫
《我是猫》（日语：吾輩は猫である），是日本作家夏目漱石的小说。1905年1月开始在《子规》杂志上连载，当时本是準备一期就完结的短篇，却因为编辑的劝说而使夏目漱石继续写下去，但到第二回时夏目漱石心中仍有就此为止的念头，所以小说的一、二回的结构完整并可自成一体。因为第一回在刊登前经夏目漱石的許可由高濱虛子作出了改寫，所以在文章的風格上與其他回有所区别。小说在日本国内外都产生了广泛的影响，并成为了日本文学史上的一部名著。

## 概要
小说以猫的视角来看世界，特别是对主人苦沙弥这类知识分子的生活有辛辣的讥嘲，也有悲天悯人之言。全书风趣幽默，常让人忍俊不禁。作者用表面的笑来遮盖苦涩的表情，用幽默来含蓄地表达悲痛凄苦的心情。它讽刺明治时期日本知识分子的许多弱点：不谙世事，缺乏行动力；过着清贫的生活，无权无势，唯一的本钱，就是一套书本知识和异常发达的头脑；他们错误地认为在社会里可以保持他们的个性，但卻沒有意识到他们强烈的个性正受到摧残与屈辱。这部作品的情节非常简单，甚至可以说是一部最不像小说的小说。作者自己也形容道“这部作品，既无情节，也无结构，像海参一样无头无尾。”

## 出场角色

### 动物
吾輩（即主人公）
教師珍野飼養的公貓，經常以“吾輩”自稱。對人世間有及極其敏銳的觀察力，對東西方的哲學及學識常以貓的角度做出不同的詮釋以及思索。敬重其主人苦沙弥，但對人類所制定的規則不屑一顧。戀心於一隻名為三毛子的二玄琴師匠所飼養的母貓。結局在品嘗由多多良 三平带来教師家的啤酒過後，不慎跌倒於水甕中溺斃。在第六話提到“吾輩”的毛色“像波斯猫，淡灰中带点黄色，很像漆树树皮的纹理”。在第七話提到自身有一歲的貓齡，在第十一話則是兩歲。
三毛子（曹曼译作三毛）
邻居二玄琴师匠饲养的母猫，與主人公以「老师」、「小姐」相称。在第二话死于风寒感冒。灵名“猫誉女居士”。
车夫的大黑
车夫饲养的黑猫。主人公认为其身材魁梧，但“脑袋里空空如也，不但没有人愿意与他来往，还集体孤立他”。在第一话因到鱼店偷魚，左脚被魚店老闆打傷而行动不便。

### 珍野家
珍野 苦沙弥
主人公的饲养者，文明中学校的英文教师。在第九话提到其父已故，在第四话提到珍野一家皆信仰净土真宗。在第九话曾提到苦沙弥从学校毕业九年，其真实年龄未知，但自称“三十岁以下”。有一位妻子和三位女儿。性格十分倔强（但敬重文人雅士），患有胃病（夏目漱石本人亦是如此）在面部稍有不茂盛的胡子。头发长约2英寸，左侧分开，右端略微反弹。习惯在清晨吸烟，也有在漱口时“发出‘嘎嘎叫’的声音”的怪癖。最初不能喝酒，但在第七话品尝了两杯。在第九话提到习惯观察未知的官员和警察。虽然有胃病，但本人却不看重自己的健康状况。
珍野夫人
苦沙弥的妻子，很难理解英语以及文人雅士们的难题。因故谢顶，身材较矮小，睡觉时会打鼾。其原型被认为是夏目漱石的夫人夏目镜子。
珍野 とん子（曹曼译作珍野 斗子）
是苦沙弥的长女。
珍野 すん子（曹曼译作珍野 静子）
苦沙弥的次女。
苦沙弥的三女儿
喜欢称自己为“宝娃”。
珍野家的女仆
珍野家的女仆。被吾辈描述为“长了像河豚那样鼓鼓囊囊的脸”。

### 珍野家的访客
迷亭
苦沙弥的友人，自称为美学家。在小说中以信口雌黄捉弄苦沙弥及他人为乐。近视眼，佩戴金边眼镜。据说在现实中同为美学家及夏目漱石友人的大塚保治为其原型，但被夏目漱石否认。此外，夏目漱石的妻子夏目镜子曾在《漱石の思ひ出》中写到其人物可能参杂了作者本人的洒脱性格。
水島 寒月
苦沙弥的友人，美男子，为理学博士。是苦沙弥的学生，称苦沙弥为“老师”。他也被认为一位品性良好的男孩，但其面容被主人公评为“像丝瓜一样尴尬的脸”。自高中时起会弹奏小提琴。其專業為力學，著有《吊頸力學》等演講稿。据说夏目漱石的门生寺田寅彦为其原型。
越智 東風
新体诗人，寒月的友人。故乡是鲣鱼干的名产区。按照本人的說法，其名字的讀音並非一般日文地讀作“To-Hu”，而是“Kou—Chi”。
八木 独仙
哲学家，有时会说出有哲理的一番话，年约四十岁。
甘木医生
苦沙弥的医师，性格温和，如果将甘木先生竖着书写即'某'先生（其原型被认为是现实中为夏目漱石的家庭医生及邻居的尼子四郎）。
鈴木 籐十郎
苦沙弥学生时代的同学，為工科学士。能进出金田家，并在金田的授意下探听隔壁苦沙弥的情报。
多多良 三平
苦沙弥的学生，出身肥前国唐津，为法学学士。六井物产会社的社员（薪资每月三十日元）积蓄约五十日元，曾向苦沙弥推荐过猫罐头。
牧山翁
汉学者，居住于静冈的老人，為迷亭的伯父。曾去东京参加过红十字会议时，造访过苦沙弥一家。其原型被认为是身為明治时代及大正时代的官僚及俳人的内藤鳴雪。

### 金田家
金田先生
珍野家的邻居，是资本家。苦沙弥因其夫人的鼻子（加上本身對实业家的偏見）而对其一家不具好感甚于是嘲讽。但如果苦沙弥在背后说金田一家的闲话便会被其骚扰，对苦沙弥的讽刺话语有“今户狐狸烧”、“寒酸的老师”以及“野蛮茶”等。
金田 鼻子

金田先生的内人，因为想了解女儿富子的恋人 水岛寒月 而曾拜访身为其好友的苦沙弥家，其傲慢的态度让苦沙弥深恶痛绝。拥有一副惊人的鼻子，被主人公评为：
“年约四十出头。已经秃顶，发际却有一排发帘，活像一道大坝似的高高耸立，至少有半个脸那么长直对青天。眼睛的倾斜度很像劈山路的峭壁，直线上吊，左右对称。直线也者，喻其细于巨鲸也。独有鼻子大得出奇，好像把别人的鼻子偷来硬按在自己的脸心；又好像在不到十平米的小院庭，竟搬来了靖国神社的石头灯笼，尽管唯我独尊，却总有点魂不落体。那是一只所谓的鹰钩鼻。顶端兀自高耸，半路上自己也觉得这样太过分，又谦虚起来；到了鼻尖，再也不像顶端那么气派，开始下垂，窥视鼻下的嘴唇。只因拥有如此显赫的鼻子，这女人说话时，不能不令人以为她不是口里在发音，而是鼻孔在演讲。”
金田 富子
金田的女儿，面貌与母亲鼻子相像，但鼻子不像母亲般惊人。是主人公口中的“千金小姐”。

## 出版日程
- 1905年10月6日《我是猫》上部由大仓书店出版
- 1906年11月4日 中部出版
- 1907年5月19日 下部出版

## 外部連結
- 《我是猫》 （页面存档备份，存于） - 夏目漱石.com （页面存档备份，存于）（日語）
- 『吾輩ハ猫デアル』：旧字旧仮名 - 青空文庫（日語）
- 『吾輩は猫である』：新字新仮名 - 青空文庫（日語）
- 『吾輩は猫である_上篇自序』：新字新仮名 - 青空文庫（日語）
- 『吾輩は猫である_中篇自序』：新字新仮名 - 青空文庫（日語）
- 『吾輩は猫である_下篇自序』：新字新仮名 - 青空文庫（日語）